# Popis likova iz Mućki
Popis likova iz Mućki, BBC-jeva sitcoma.

## Obitelj Trotter
| Lik         | Glumac             | Prvo pojavljivanje                                                            | Posljednje pojavljivanje   | Trajanje                    | Broj epizoda |
| ----------- | ------------------ | ----------------------------------------------------------------------------- | -------------------------- | --------------------------- | ------------ |
| Del Boy     | David Jason        | "Big Brother"                                                                 | "Sleepless in Peckham"     | 1981. – 2003.               | 64           |
| Rodney      | Nicholas Lyndhurst | "Big Brother"                                                                 | "Sleepless in Peckham"     | 1981. – 2003.               | 64           |
| Djed        | Lennard Pearce     | "Big Brother"                                                                 | "Licensed to Drill"        | 1981. – 1984.               | 23           |
| Ujak Albert | Buster Merryfield  | "Strained Relations"                                                          | "The Comic Relief Special" | 1985. – 1997.               | 37           |
| Cassandra   | Gwyneth Strong     | "Yuppy Love"                                                                  | "Sleepless in Peckham"     | 1989. – 2003.               | 21           |
| Raquel      | Tessa Peake-Jones  | "Dates" (U prvoj se epizodi, "Big Brother", pojavila kao nepotpisani statist) | "Sleepless in Peckham"     | 1988., 1989., 1990. – 2003. | 20           |
| Damien      | Razni              | "Three Men, a Woman and a Baby"                                               | "Sleepless in Peckham"     | 1991. – 2003.               | 10           |

## Drugi stalni likovi
| Lik           | Glumac            | Prvo pojavljivanje         | Posljednje pojavljivanje | Trajanje             | Broj epizoda |
| ------------- | ----------------- | -------------------------- | ------------------------ | -------------------- | ------------ |
| Brzi          | Roger Lloyd Pack  | "Big Brother"              | "Sleepless in Peckham"   | 1981. – 2003.        | 39           |
| Boycie        | John Challis      | "Go West Young Man"        | "Sleepless in Peckham"   | 1981. – 2003.        | 33           |
| Denzil        | Paul Barber       | "Who's a Pretty Boy?"      | "Sleepless in Peckham"   | 1983. – 2003.        | 18           |
| Marlene       | Sue Holderness    | "Sleeping Dogs Lie"        | "Sleepless in Peckham"   | 1985. – 2003.        | 20           |
| Mike          | Kenneth MacDonald | "Who's a Pretty Boy?"      | "Time On Our Hands"      | 1983. – 1996.        | 30           |
| Mickey Pearce | Patrick Murray    | "Healthy Competition"      | "Sleepless in Peckham"   | 1983. – 2003.        | 20           |
| Sid           | Roy Heather       | "The Long Legs of the Law" | "Sleepless in Peckham"   | 1982., 1985. – 2003. | 13           |

## Gostujući likovi

### Braća Driscoll
(Glumci: Roy Marsden i Christopher Ryan)

Danny i Tony Driscoll, obično poznati kao Braća Driscoll pojavili su se u samo jednoj epizodi - "Little Problems" - ali ih se spominje u brojnim drugim. Braća Driscoll bili su lokalni gangsteri sa zastrašujućom reputacijom. Pretuku Del Boya nakon što im nije vratiо posuđeni novac, a u istoj epizodi Mickey Pearce i Jevon završavaju s nekoliko slomljenih kostiju iz sličnog razloga. Kao i Del i Rodney, i braća Driscoll se razlikuju u visini, iako je u njihovu slučaju viši brat inteligentniji. Dvojac se uporno svađa i miri oko posla koji namjeravaju obaviti.
U spin-off seriji The Green Green Grass, otkriva se kako su braća Driscoll konačno osuđeni i poslani u zatvor nakon što ih je Boycie odao policiji.
Uloga Dannyja Driscolla originalno je napisana za obožavatelja serije Anthonyja Hopkinsa, ali se on nije mogao pojaviti zbog snimanja filma Kad jaganjci utihnu.

### Robbie Meadows
(Glumac: Ewan Stewart)
Dr. Robert Meadows pojavljuje se samo u epizodi "Sickness and Wealth" kao Delov liječnik opće prakse. Nakon što ga Del ode posjetiti zbog probavnih smetnji, otkriva kako je Robbie napustio svoju praksu i otišao u lokalnu bolnicu. Del svojoj novoj liječnici kaže potpuno novu priču o svojem životnom stilu, da je u celibatu, da ne puši, da je vegeterijanac i opsjednut zdravim životom. Liječnica, ne uspijevajući otkriti zašto Del ima takve poteškoće, pošalje ga u bolnicu. Dok se Del brine što mu je, konačno mu dolazi Robbie kazavši mu da se sada on brine za njegov slučaj jer je njegov raniji pacijent. Robbie upozorava Dela da je njegovo laganje liječnici svima oduzelo više vremena od potrebnog te da se stvar nije odužila do daljnjeg samo zato što Robbie poznaje Dela.

### Jumbo Mills
(Glumac: Nick Stringer)

Mills je bio Delov stari prijatelj i poslovni partner (zajedno su držali štand sa želatinskim jeguljama) koji je tijekom šezdesetih emigrirao u Australiju. Jumbo se vratio u Peckham u epizodi "Who Wants to Be a Millionaire", te ponudio Delu priliku da obnove staro partnerstvo pomažući mu u rukovođenju njegova autosalona u Australiji, no Del ga je odbio zbog Rodneyjeve stare osude za posjedovanje narkotika. Stringer se pojavio i u ranijoj epizodi, "Go West Young Man", glumeći Australca koji je od Del Boya kupio auto bez kočnica, kojeg je kasnije slučajno slupao u pozadinu Boyciejeva Jaguara E klase, kojeg je u to vrijeme vozio Del.

### Nerys
(Glumica: Andree Bernard)

"Nervozna Nerys" bila je pipničarka u Kobiljoj glavi u dvije epizode, "Dates" i "Sickness and Wealth". Kratko je hodala s Rodneyjem, iako je poludjela kad ih je u kombiju počela proganjati banda delikvenata.

### Don Vincenzo "Vinny the Chain" Occhetti
(Glumac: David Jason)

Pojavio se kao glavni antagonist u dvodijelnoj epizodi "Miami Twice". Ochetti je bio šef mafije i Del Boyev dvojnik. Kako se epizoda rasplitala, otkrilo se kako je Ochetti pod FBI-evom istragom te da se suočava s osudom za ubojstvo, otmicu i raspačavanje droge. Nakon što je primijetio sličnost između svoga oca i Dela, Occhettijev sin Rico je pokrenuo niz neuspješnih pokušaja Delova ubojstva, nadajući se kako će vlasti povjerovati da je sami Occhetti mrtav i tako ga poštedjeti zatvorske kazne. Svaki pokušaj propada, a Del i Rodney na kraju otkrivaju mafijin plan, davši FBI-u ključne dokaze kojima će poslati Ochettija u doživotni zatvor.

### Alan Parry
(Glumac: Denis Lill)

Stalni član glumačke postave tijekom šeste i sedme sezone. On je Cassandrin otac i kasnije Rodneyjev punac. Bio je vlasnik uspješne tiskare u kojoj je između 1989. i 1991. radio i Rodney, a kasnije je postao Delov prijatelj. Iako je u vrijeme kad je upoznao Dela bio uspješan biznismen, Alan je uvijek ostao širokogrudni veseljak koji pod Delovim utjecajem često završi pijan ili s mučninom od previše želea od jegulja, obično na užas svoje supruge Pam koja dolazi iz više klase.

### Freddie Robdal
Lik koji u seriji zapravo fizički i ne postoji, "Freddie Žabac" prvi se put spominje u epizodi "The Frog's Legacy", a kasnije se otkriva kako je on zapravo Rodneyjev biološki otac. Robdal je bivši ronilac Kraljevske mornarice (gdje je dobio nadimak) i profesionalni lopov, koji je 1959. imao izvanbračnu vezu s Joan Trotter. Robdal je poginuo 1963. nakon što je nesretnim slučajem sjedio na detonatoru tijekom pljačke banke. Nakon što se u epizodi "Sleepless in Peckham" pojavila Robdalova fotografija, njegova sličnost s Rodneyjem nakon godina špekulacija konačno je razriješila pitanje Rodneyjeva oca.

### Roy Slater
(Glumac: Jim Broadbent)

Detektiv Roy Slater, Delov omraženi školski kolega, pojavljuje se u tri epizode: "May The Force Be With You", "To Hull and Back" i "Class of '62". Slater je bio korumpirani policajac, a kako se otkriva u epizodi "The Class of '62", i bivši Raquelin muž. U epizodi "To Hull and Back" poslan je u zatvor zbog krijumčarenja dijamanata. U cijeloj seriji, Slater jedini lik kojeg je glumio glumac dobitnik Oscara.

### Joan Trotter
Delova i Rodneyjeva majka te Regova supruga. Iako u cijeloj seriji nikad nije viđena, često je spominje Del, posebno u svojim pokušajima da emocionalno ucijeni Rodneyja. Njezin kičasti nadgrobni spomenik od fiberglasa često je prikazivan u seriji. U epizodi "The Yellow Peril" otkriva se kako je Joanino srednje ime bilo Mavis te da je umrla 12. ožujka 1964. Nakon što Cassandra i Rodney dobivaju dijete u epizodi "Sleepless in Peckham", nazovu je Joan po njegovoj pokojnoj majci.

### Reg Trotter
(Glumac: Peter Woodthorpe)

Delov i Rodneyjev otuđeni otac (do epizode "Sleepless in Peckham"), Djedov sin. Reg je napustio svoju obitelj ubrzo nakon smrti svoje žene Joan. Osamnaest godina kasnije se vratio, u epizodi "Thicker than Water", tvrdeći kako ima nasljedni krvni poremećaj. Nakon što rezultati pokažu kako Del i Rodney imaju različite krvne grupe, pokušao je podijeliti obitelj propitujući Delovo porijeklo. Ubrzo je nestao kad je otkriveno kako je sam promijenio rezultate testa, a kasnije se nikad više nije čulo za njega. Kao što je to slučaj s njihovom majkom, Del ga često spominje u ostalim epizodama.

### Renee Turpin
(Glumica: Joan Sims)

Tetka Brzog koja se pojavila samo u epizodi "The Frog's Legacy", ali se spominje i u epizodi "Chain Gang". Informira Dela o bogatstvu koje je Freddie Žabac ostavio njegovoj majci. Započela je i debatu o pravom Rodneyjevu ocu nakon što je rekla kako "Joanie nije nikad bila 100 posto sigurna za njega".

### Abdul
(Glumac: Tony Anholt)

Abdul se pojavio samo u epizodi "To Hull and Back", gdje su on i Boycie sredili posao s Delom kako bi prokrijumčarili dijamante iz Amsterdama. Iako se pojavio samo u toj epizodi, Abdul se spominje u epizodi "Diamonds Are for Heather" kad Del kaže Heather gdje je nabavio zaručnički prsten te u "Video Nasty" kad je Del dogovorio posao s prijateljem brata djevojke Abdulova rođaka.